# Belgique au Concours Eurovision de la chanson 1973
La Belgique a participé au Concours Eurovision de la chanson 1973 le 7 avril à Luxembourg-Ville, au grand-duché du Luxembourg. C'est la 18e participation belge au Concours Eurovision de la chanson.
Le pays est représenté par le duo Nicole & Hugo et la chanson Baby, Baby sélectionnés par la Belgische Radio- en Televisieomroep (BRT) au moyen d'une finale nationale.

## Sélection

### Liedje voor Luxemburg
Le radiodiffuseur belge pour les émissions néerlandophones, la Belgische Radio- en Televisieomroep (BRT, prédécesseur de la VRT), organise une finale nationale intitulée Liedje voor Luxemburg pour sélectionner l'artiste et la chanson représentant la Belgique au Concours Eurovision de la chanson 1973. La finale nationale belge a lieu le 25 février 1973. Les chansons sont toutes interprétées en néerlandais, l'une des trois langues officielles de la Belgique.
Lors de cette sélection, c'est la chanson Baby, Baby, interprétée par Nicole & Hugo, qui fut choisie, avec Francis Bay comme chef d'orchestre.
Nicole & Hugo avaient auparavant remporté la finale nationale pour représenter la Belgique en 1971, mais ont dû annuler leur participation à l'Eurovision 1971 et ont été remplacés par un autre duo, en raison de l'état de santé de la chanteuse Nicole Josy.
Ann Christy, participante à cette finale nationale, représentera la Belgique à l'Eurovision par la suite en 1975.

#### Finale
| Ordre | Artiste          | Chanson                 | Traduction                | Points | Place |
| ----- | ---------------- | ----------------------- | ------------------------- | ------ | ----- |
| 1     | Nicole & Hugo    | Baby, Baby              | Bébé, Bébé                | 4      | 1     |
| 2     | Nicole & Hugo    | Jij en ik en wij        | Toi et moi et nous        | 0      | 4     |
| 3     | Liliane Dorekens | Kus, Kiss, Kuss         | Bisou, bisou, bisou       | 0      | 4     |
| 4     | Liliane Dorekens | Morgen                  | Demain                    | 0      | 4     |
| 5     | Rita Deneve      | Ga met me mee           | Viens avec moi            | 0      | 4     |
| 6     | Rita Deneve      | Vrede voor iedereen     | La paix pour tous         | 2      | 2     |
| 7     | Ann Christy      | Bye Bye                 | Au revoir                 | 1      | 3     |
| 8     | Ann Christy      | Meeuwen                 | Mouettes                  | 0      | 4     |
| 9     | Kalinka          | Home Sweet Home         | Maison douce maison       | 0      | 4     |
| 10    | Kalinka          | Nooit ga ik van je heen | Je ne te quitterai jamais | 0      | 4     |

## À l'Eurovision
Chaque pays a un jury de deux personnes. Chaque juré attribue entre 1 et 5 points à chaque chanson.

### Points attribués par la Belgique
| 9 points | Finlande                               |
| 8 points | Espagne                                |
| 7 points | Irlande                                |
| 6 points | Israël Luxembourg Portugal Royaume-Uni |
| 5 points | Allemagne Italie Norvège               |
| 4 points | Pays-Bas Suède                         |
| 3 points | France Monaco Suisse Yougoslavie       |

### Points attribués à la Belgique
| 10 points     | 9 points                                                             | 8 points                        | 7 points                           | 6 points           |
| ------------- | -------------------------------------------------------------------- | ------------------------------- | ---------------------------------- | ------------------ |
|               |                                                                      |                                 |                                    | - Espagne - Monaco |
| 5 points      | 4 points                                                             | 3 points                        | 2 points                           |                    |
| - Royaume-Uni | - Allemagne - Finlande - Irlande - Luxembourg - Suisse - Yougoslavie | - Pays-Bas - Portugal - Norvège | - France - Israël - Italie - Suède |                    |

Nicole et Hugo interprètent Baby, Baby en 2e position lors de la soirée du concours, suivant la Finlande et précédant le Portugal.
Au terme du vote final, la Belgique termine 17e et dernière sur les 17 pays participants, ayant reçu 58 points,.